# Campeonato Paulista de Stock Jr
Campeonato Paulista de Stock Jr foi uma categoria automobilística brasileira disputada no estado de São Paulo, organizada pelo Esporte Clube Piracicabano de Automobilismo.

## História
Criada em 2006 como uma categoria da Stock Car Brasil, foi adquirida pelo piloto e empresário Dito Giannetti, criando em 2010, o Campeonato Paulista de Stock Jr. A primeira temporada da competição teve como vencedor o piloto Rodrigo Rosset na categoria geral e.
Em 2011, Raphael Raucci, foi o vencedor, com Rosset terminando em segundo.
Em 2012, seu último ano, a categoria retornou ao cenário nacional como Campeonato Brasileiro de Stock Jr.

## Vencedores
| Ano  | Campeões       | Campeões           |
| Ano  | Classe Pro     | Classe Master      |
| ---- | -------------- | ------------------ |
| 2010 | Rodrigo Rosset | Luiz Augusto Alves |
| 2011 | Raphael Raucci |                    |